# Bédy-Goazon
Bédy-Goazon est une localité de l'ouest de la Côte d'Ivoire, et appartenant au département de Guiglo, région du Cavally.
La localité de Bédy-Goazon est un chef-lieu de commune.